# Leoniderna

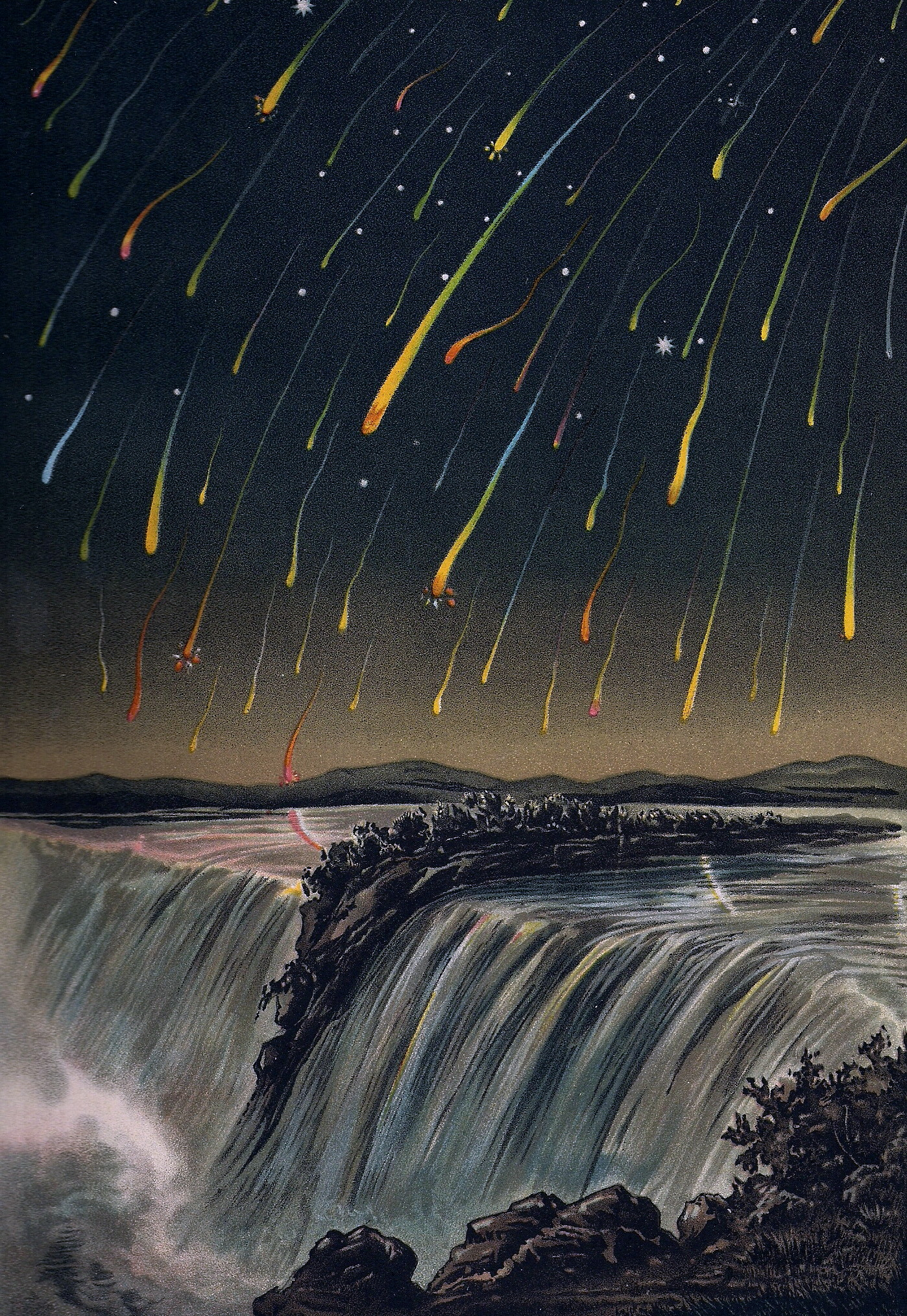
En illustration föreställande leonidskuren från år 1833, sedd över Niagarafallen.

Leoniderna är en svärm av meteorer, som träffar jorden mellan 6 och 30 november varje år. Regnet av meteorer beror på att jorden då korsar rester i banan av en komet – Tempel-Tuttles komet – som i form av små partiklar inträder i jordens atmosfär med en hastighet av cirka 70 km/s och därvid förbränns. Maximum inträffar ungefär den 17 november.
Namnet kommer av att meteorerna tycks komma från en radiant i stjärnbilden Lejonet (på latin Leo). Företeelsen är historiskt beskriven så tidigt som år 902 då kinesiska astronomer beskrev det hela som ett regn av stjärnor, och egyptierna namngav året till stjärnornas år. Detta inträffade efter att kometen år 868 passerat jorden och ändrat bana.

## Frekvens
Vid ett normalt inflöde av meteorer träffas jordatmosfären av mellan 15 och 20 partiklar per timme, eller 15-20 ZHRmax, för att använda det astronomiska begreppet. Vissa extrema år, som 1966 och 1999, var ZHRmax tidvis mellan 5 000 och 150 000. Även åren 1833 och 1866 inträffade spektakulära leonidskurar. De kometfragment som frigjorts från komethuvudet är huvudsakligen koncentrerade till ett moln i kometens närhet. Stoftet och kometen har därför samma omloppstid, cirka 33 år, kring solen vilket förklarar de spektakulära meteorskurarna vart trettiotredje år.
År 1833 föll Leonidmeteorerna mot jordatmosfären i så stort antal att observatörer kunde se radianten, när meteorerna utstrålade från en till synes fast punkt på himlavalvet. Observationerna visade att denna punkt under nattens lopp förflyttade med himlavalvets rörelse. Därmed blev det bevisat att meteorerna kom från den interplanetära rymden och inte, som ett flertal av dåtidens forskare hävdade, från jordatmosfären.